# École d'ingénieurs Rajalakshmi
L'École d'ingénieurs Rajalakshmi (en tamoul : ராஜலட்சுமி பொறியியல் கல்லூரி ; en anglais : Rajalakshmi Engineering College) est une institution d'ingénierie fondée en 1997 et située à Chennai, en Inde,,.
L'université met l'accent sur la recherche scientifique dans les sciences et l'ingénierie, ainsi que la formation des étudiants de premier cycle, les étudiants de troisième cycle et les étudiants en administration des affaires.